# لوکسو
لوکسو (انگلیسی: Luxo) شرکت تولید صنعتی نروژی است، که در سال ۱۹۳۴ توسط جک جیکوبسن تأسیس شد.